# Tibor Polakovič
Tibor Polakovič (ur. 25 maja 1935 w Bratysławie, zm. 23 listopada 2002 tamże) – czechosłowacki kajakarz.
W 1960 wystartował na igrzyskach olimpijskich w zawodach kanadyjek (C-1) na 1000 m, w których zajął 5. miejsce. W finale uzyskał czas 4:39,28 s. W 1961 zdobył srebrny medal mistrzostw Europy w tej samej konkurencji na dystansie 10 000 m z czasem 53:23,6 s.
Zmarł 23 listopada 2002, a jego pogrzeb odbył się pięć dni później w Bratysławie.